# Potamomusa aquilonia
Potamomusa aquilonia är en fjärilsart som beskrevs av Yutaka Yoshiyasu 1985. Potamomusa aquilonia ingår i släktet Potamomusa och familjen Crambidae. Inga underarter finns listade i Catalogue of Life.